# John Rattray
Pour les articles homonymes, voir Rattray.
John Rattray est un skateboarder professionnel écossais. Élevé à Aberdeen, Rattray est d'abord tourné professionnel pour la société britannique Blueprint Skateboards. En 2001, il a signé avec la société américaine Zero Skateboards. Il a aussi joué dans leurs vidéos "Dying to Live" et "New Blood". Il est également apparu dans d'autres vidéos de skate, y compris le «411», Transworld "Videoradio", pièce maîtresse Ecosse "H'Min Bam", et d'Osiris "Feed the Need". Rattray entrée sur le marché du jeu vidéo avec la console de jeux Skate 2007, et Skate 2 Skate 3
Au cours de sa carrière, il a été parrainé par de chaussures DC, le Savier défunt (avec lequel il avait son modèle signature en premier), et des chaussures Osiris. En 2009, il a signé pour les chaussures éS avec qui il a également une chaussure signature, qui comprend le sautoir.